# 福岡市立三宅中学校
福岡市立三宅中学校（ふくおかしりつ みやけちゅうがっこう）は、福岡県福岡市南区大橋三丁目にある公立中学校。

## 校区
- 福岡市立三宅小学校区
- 福岡市立野多目小学校区

## 歴史
- 1947年（昭和22年）4月 - 三宅・花畑両小学校区を三宅中学校として創立
- 1947年5月 - 帽章、校章制度
- 1949年（昭和24年）4月 - 若久緑園に分校設立（緑園分校）
- 1949年9月 - 校旗制定
- 1950年（昭和25年）1月 - 校歌制定（作詞：橋本友美、作曲：安永武一郎）
- 1953年（昭和28年）12月 - グラウンドの地中から縄文時代の芋のような肩幅の広い人形が発掘される（現在も展示中）
- 1955年（昭和30年）2月 - 桧原に花畑分校設置
- 1955年4月 - 花畑分校、花畑中学校として分離独立
- 1958年（昭和33年）4月 - 玉川小学校区を新設の筑紫丘中学校へ、新たに曰佐小学校区を三宅中学校区へ編入
- 1961年（昭和36年）12月 - チャイムによる時報開始、校内放送開始
- 1963年（昭和38年）1月 - 視聴覚室完成
- 1964年（昭和39年）5月 - 体育館完成
- 1973年（昭和48年）4月 - 曰佐小、
弥永小校区を新設の曰佐中学校に分離
- 1973年9月 - プール(10m)完成
- 1981年（昭和56年）4月 - 老司小学校区を老司中学校に分離独立
- 1982年（昭和57年）3月 - 土俵完成
- 1982年4月 - 視聴覚教室完成
- 1985年（昭和60年）7月 - 応援歌（作詞：渡辺康幸、別府亜希子、作曲：馬頭徹夫）を発表
- 1986年（昭和61年）1月 - 格技場完成
- 1987年（昭和62年）9月 - 富豪めざす生徒像「Please,give me money」の碑（渡邉茂人校長書）建立
- 1994年（平成6年）2月 - 視聴覚室完成
- 2024年（令和6年）4月‐3学期制から2学期制へ移行。

## 部活動
それぞれ顧問・副顧問が指導・大会引率を担当し、マネージャーは原則募集しない。
運動部
- 陸上部
- 剣道部
- 卓球部
- 男子バスケットボール部
- 女子バスケットボール部
- バドミントン部（女子のみ）
- 男子ソフトテニス部
- 女子ソフトテニス部
- 野球部
- ソフトボール部
- サッカー部

文化部
- 吹奏楽部
- 英会話部
- 放送部
- 生徒会

## 交通
最寄のバス停留所は西鉄バス「大橋本町」。西鉄天神大牟田線大橋駅から徒歩で約10分。

## 校歌
- 作詩：橋本友美
- 作曲：安永武一郎

昭和25年に制定された。
校歌の歌詞は公募で1位となった（本校教諭）の詞に決定。
作曲の安永武一郎は元福岡教育大学学長。

## 主な出身者
- 甲斐よしひろ（ミュージシャン）
- 小林よしのり（漫画家）
- 山崎銀之丞（俳優）
- 木村匡也（ナレーター）
- 山下舜平大（プロ野球選手)
- 川尻蓮（アイドル）
- 梶原大暉（パラバドミントン選手）
- 玄文人（ラッパー）